# Monica Lewinsky
Monica Samille Lewinsky, född 23 juli 1973 i San Francisco, Kalifornien, är en amerikansk aktivist, TV-personlighet, modedesigner och tidigare praktikant i Vita huset. Hon blev känd över en natt i januari 1998 efter att det avslöjades att hon och den dåvarande amerikanske presidenten Bill Clinton hade haft en sexuell relation, bland annat i några fall samtidigt som Bill Clinton jobbade och pratade i telefon. Uppdagandet av deras relation ledde till Lewinsky-affären.
Hon föddes i San Francisco, men växte mestadels upp i Brentwood i Los Angeles.
Lewinsky avlade 2006 en masterexamen i socialpsykologi vid London School of Economics. Hennes uppsats hade titeln In Search of the Impartial Juror: An Exploration of the Third Person Effect and Pre-Trial Publicity.
I mars 2015 höll Lewinsky ett TED talk under TED2015 med titeln "The price of shame" som senare setts av miljoner tittare.